# Walkerella jacobsoni
Walkerella jacobsoni är en stekelart som först beskrevs av Grandi 1921.  Walkerella jacobsoni ingår i släktet Walkerella och familjen fikonsteklar. Inga underarter finns listade i Catalogue of Life.